# Syd Mead
Pour les articles homonymes, voir Mead.
Sydney Jay Mead dit Syd Mead, né le 18 juillet 1933 à Saint Paul dans le Minnesota et mort le 30 décembre 2019,,, à Pasadena en Californie, est un designer industriel et concepteur néofuturiste américain prolifique et influent.
Il est principalement connu pour ses dessins de véhicules et d'architectures futuristes et sa participation à la conception de l'univers visuel de films des années 1980 tels que Star Trek, le film (1979), Blade Runner (1982), Tron (1982), 2010 : L'Année du premier contact (1984), Short Circuit (1986) et Aliens, le retour (1986). Ses œuvres, dont beaucoup sont acclamées par la critique et très appréciées, ont amené Mead à être appelé « l'artiste qui illustre le futur ». De son travail, Mead a une fois commenté : « J'ai appelé la science-fiction “de la réalité en avance sur le calendrier”. »

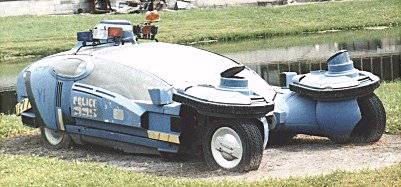
Véhicule « Spinner » créé pour le film Blade Runner (1982).

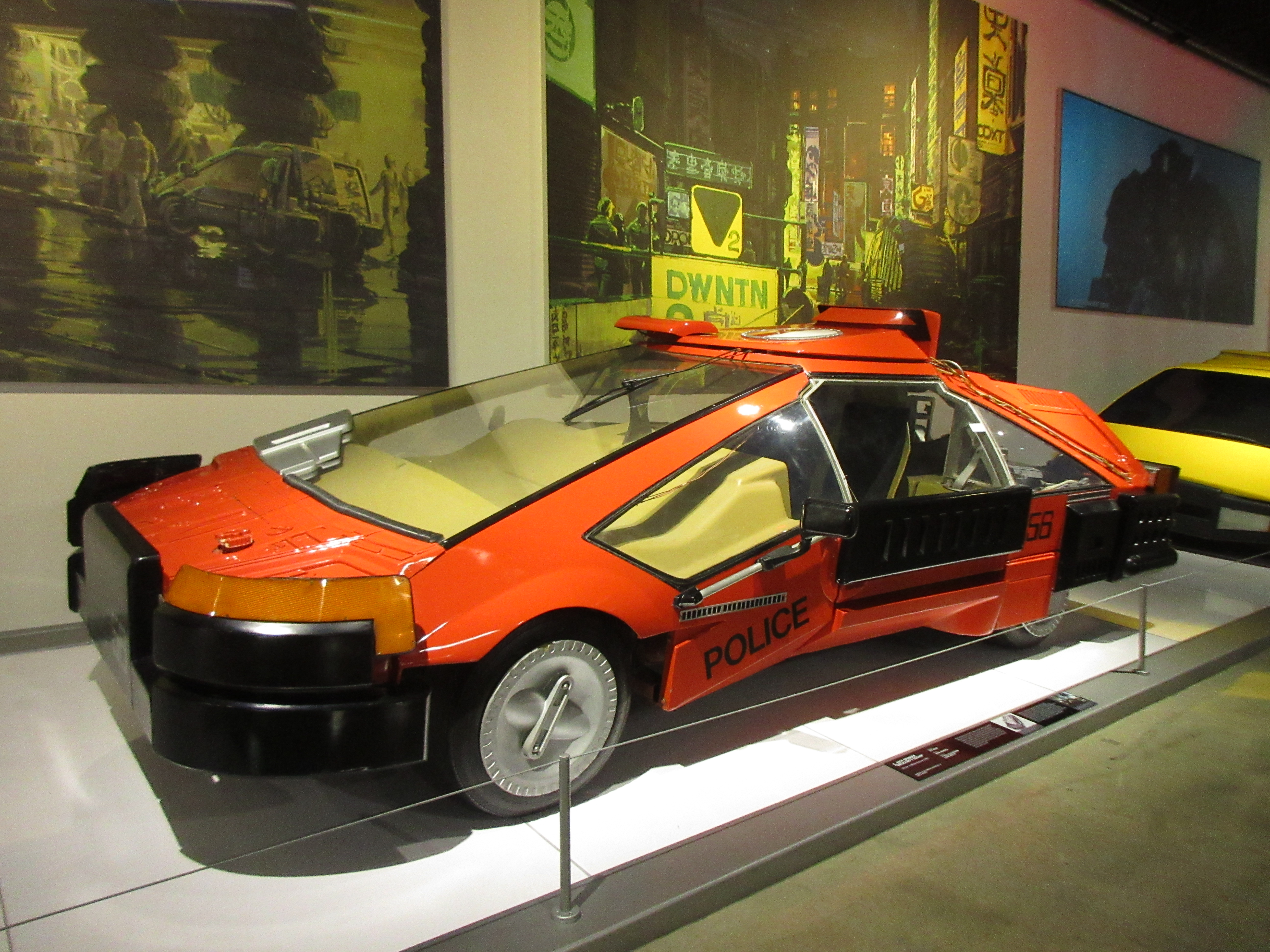
Sedan de Deckard créée pour le film Blade Runner (1982).

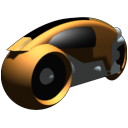
« Lightcycle », présent dans le film Tron (1982).

## Biographie
Syd Mead est né le 18 juillet 1933 à Saint Paul, dans l'état du Minnesota, mais n'y passe que quelques années avant de déménager dans ce qui sera sa deuxième maison, dans l'ouest des États-Unis puis de terminer ses études secondaires à Colorado Springs, Colorado, en 1951. Après un engagement de trois ans dans l'armée américaine, Syd Mead étudie à l'Art Center School de Los Angeles (aujourd'hui l'Art Center College of Design à Pasadena) où il obtient son diplôme en juin 1959. Il est recruté par le studio de stylisme du constructeur automobile Ford Motor Company sous la direction du designer Elwood Engel. Syd Mead quitte le studio au bout de deux ans pour accepter  des missions d' illustration pour des livres et des catalogues pour de grandes sociétés telles que United States Steel, Celanese, Allis-Chalmers et Atlas Cement. En 1970, il lance Syd Mead, Inc. à Détroit, Michigan, pour répondre aux demandes qu'il reçoit, notamment de la société Philips.
En tant que directeur de sa société, Syd Mead passe environ un tiers de son temps en Europe, principalement afin de fournir des dessins et des illustrations pour Philips aux Pays-Bas. Son travail pour des clients internationaux se poursuit jusqu'en septembre 2019. Au cours des années 1970 et 1980, Syd Mead, Inc. fournit des travaux architecturaux intérieurs et extérieurs à des clients tels que Intercontinental Hotels, 3D International, Harwood Taylor & Associés, Don Ghia et Gresham & Smith. Ses clients architectes se sont récemment étendus à la firme new-yorkaise Philip Koether Architects, pour laquelle il conçoit l'intérieur d'un restaurant de Manhattan. Son activité de design s'accroît après le déménagement de sa société en Californie en 1975.
À partir de 1983, Syd Mead commence à développer des relations de travail avec des entreprises japonaises, notamment Sony, Minolta, Dentsu, Dyflex, Tiger Corporation, Seibu, Mitsukoshi, Bandai, NHK et Honda, et contribue au film nippo-américain Solar Crisis. Dans les années 1990, Syd Mead fournit des dessins pour deux icônes de l'anime japonais, Yamato 2520 et Turn A Gundam.
Syd Mead est invité à exposer ses travaux à documenta 6 (Cassel) en Allemagne de l'Ouest en 1973. Son travail est ensuite exposé au Japon, en Italie et en Espagne.
En 1983, dans le cadre de l'invitation de Chrysler Corporation à effectuer une conférence devant son équipe de conception, Syd Mead assemble un support au format diapositives pour améliorer visuellement sa conférence. La présentation qui en résulte est un succès et est ensuite enrichie avec des images générées par ordinateur, spécialement rassemblées à la demande d'autres clients tels que The Walt Disney Company, l'université Carnegie-Mellon, l'université Purdue, l'Institut Pratt, la Société des Illustrateurs de New York et bien d'autres, tant académiques que corporatifs, dans le monde entier. En mars 2010, Syd Mead  effectue une tournée dans quatre villes en Australie.
En 2006, un documentaire sur sa carrière intitulé Visual Futurist: The Art & Life of Syd Mead sort, réalisé par Joaquin Montalvan.

## Parcours professionnel
Syd Mead a travaillé sur de nombreux projets, parmi lesquels :
- 1959-1961 : Designer pour la Ford Motor Company au Michigan
- 1961 : Peintures futuristes pour un livret de U.S. Steel
- 1970 : Création de sa propre entreprise : Syd Mead, Inc.
- 1978-1979 : Illustrateur de production pour le film Star Trek de Robert Wise
- 1980 : Il commence son travail de « visuel futuriste » sur le film Blade Runner de Ridley Scott, en concevant des arrière-plans de ville et des véhicules, notamment les Spinners
- Cette même année, il a également travaillé en tant qu'artiste conceptuel du monde électronique dans le film Tron (conception des motos, des chars et des transporteurs)
- 1983 : Il travaille pour le film 2010 : L'Année du premier contact de Peter Hyams (conception du vaisseau spatial Leonov)
- 1985 : Artiste conceptuel pour le film Aliens, le retour de James Cameron (conception du vaisseau spatial Sulaco)
- Il est également consultant et concepteur du robot Numéro 5 dans le film Short Circuit
- 1987 : Pour l'OAV japonais Yamato 2520, il conçoit des croiseurs spatiaux, des costumes et des accessoires
- 1990 : Artiste conceptuel du futur représenté dans Solar Crisis
- 1990 : Impliqué dans le film The Spirit of '76
- 1991 : Conception d'arrière-plans et de vaisseaux spatiaux pour le jeu vidéo Terraforming sur la console PC Engine de NEC.
- La même année, il est concepteur de la production pour le Paris du futur, dans le court métrage Le Visionarium, sorti en 1992
- 1993 : Concepteur futuriste pour la série télévisée The Fire Next Time
- 1993 : Conception de véhicules pour le jeu vidéo CyberRace
- 1994 : Travaille comme consultant visuel sur des designs pour le film Timecop de Peter Hyams (conception de la machine à remonter le temps et de différentes armes)
- Il travaille également pour le film Strange Days de Kathryn Bigelow (conception des SimStim et des électrodes Trodes)
- 1995 : Consultant visuel pour le film Johnny Mnemonic
- Conception des véhicules pour le jeu vidéo Cyber Speedway sorti sur Sega Saturn
- 1997 : Conception des extraterrestres pour le jeu vidéo Wing Commander: Prophecy sur PC, puis réédité en 2003 sur Game Boy Advance
- 1998 : Concepteur principal sur l'anime Turn A Gundam (conception des mechas)
- 2000 : Il travaille sur le film Mission to Mars de Brian De Palma (conception du véhicule spatial)
- 2003 : De retour dans l'univers de Tron, il contribue à un nouveau design de Lightcycle pour le jeu vidéo Tron 2.0 sur PC
- 2005 : Il travaille sur le film Mission impossible 3 de J. J. Abrams (conception du Mask Maker)
- 2008 : De retour dans l'univers d'Alien, il collabore avec Gearbox Software sur Aliens: Colonial Marines sorti sur PC et consoles
- 2008 : Il est récompensé par le Grand Master Award dans l'exposition d'art numérique « EXPOSÉ 6 » de Ballistic Publishing
- 2013 : Concept art pour le film Elysium de Neill Blomkamp
- Concept art pour la cité futuriste et les véhicules du film À la poursuite de demain (Tomorrowland) de Brad Bird
- 2016 : Création d'un skin d'arme pour l'AUG de Counter-Strike: Global Offensive, sorti sur PC et consoles[6]

## Publication
- (en) Syd Mead et Craig Hodgetts, The Movie Art of Syd Mead : Visual Futurist, Titan Books, 2017, 256 p. (ISBN 978-1785651182).